# Traktat w Saint-Germain-en-Laye (1919)

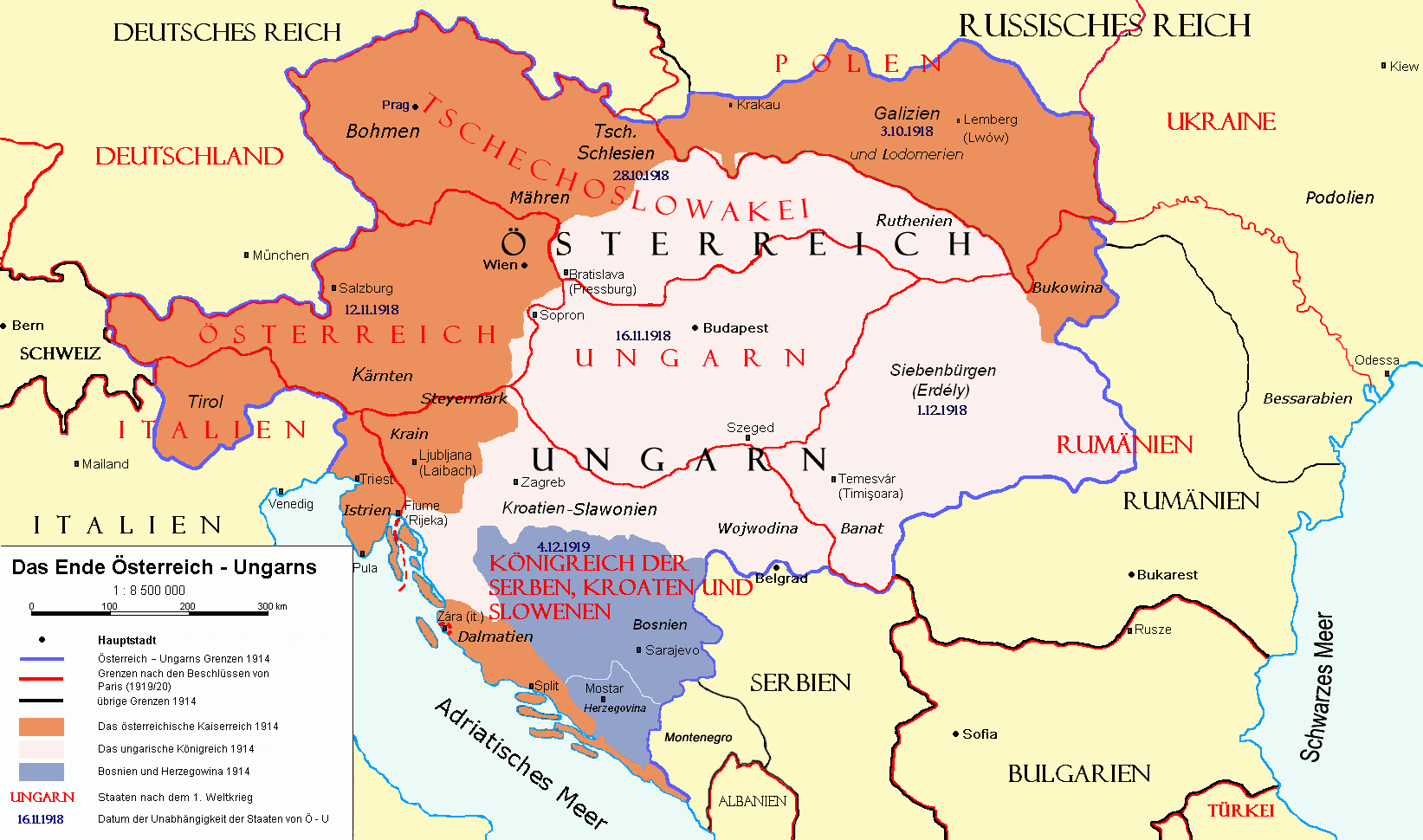
Austro-Węgry w 1914 roku i granice ustalone na ich terenie traktatami w Trianon i Saint-Germain-en-Laye w 1919 roku.

Traktat w Saint-Germain-en-Laye – traktat pokojowy podpisany 10 września 1919 roku w podparyskiej miejscowości Saint-Germain-en-Laye pomiędzy państwami Ententy a Niemiecką Austrią, będącą spadkobierczynią Austro-Węgier, w czasie I wojny światowej jednego z Państw Centralnych. Wszedł w życie 16 lipca 1920 r.
Spisany w językach angielskim, francuskim i włoskim, w razie wątpliwości miarodajny był tekst francuski. Depozytariuszem został rząd Francji.
Zawierał on postanowienia terytorialne oraz specjalne zobowiązanie się Austrii do nierezygnowania z niepodległości, chyba że za zgodą Ligi Narodów (art. 88). Miało to stanowić barierę wobec dążeń Austrii do zjednoczenia (Anschlussu) z Niemcami (Republiką Weimarską). Ponadto traktat zawierał jedno postanowienie mogące stanowić złagodzenie strat terytorialnych: w południowej Karyntii, do której roszczenia wysuwało Królestwo Serbów, Chorwatów i Słoweńców (SHS) przewidziano plebiscyt, który odbył się w październiku 1920 roku i wypadł na korzyść Austrii, która miała zapewnić równouprawnienie miejscowym Słoweńcom.
Armię austriacką miano oprzeć na zaciągu ochotniczym, ograniczyć do 30 tys. ludzi, bez broni ciężkiej i lotnictwa. Przewidziano również obowiązek wypłacenia przez Austrię odszkodowań wojennych, zwrotu różnych dzieł sztuki pochodzących z krajów podbitych przez Habsburgów itp.
Równocześnie zawarto konwencję zmieniającą część postanowień zapadłych na Konferencji berlińskiej z lat 1884–1885.

## Straty terytorialne dawnegoCesarstwa Austrii
- Morawy, Czechy, Śląsk Opawski i południowo-zachodnia część Cieszyńskiego (po wytyczeniu przez mocarstwa granicy z Polską) na rzecz Czechosłowacji
- skrawki Dolnej Austrii – Vitorazsko, Valticko i tzw. trójkąt dyjski na rzecz Czechosłowacji
- Kraina (bez części zachodniej, zajętej przez Włochy), południowa Styria i niemal cała Dalmacja oraz dawne wspólne terytorium Austrii i Węgier – Bośnia i Hercegowina na rzecz Królestwa SHS (późniejszego Królestwa Jugosławii)
- Bukowina na rzecz Rumunii
- południowy Tyrol, Trydent, Kanaltal (Dolina Canal), zachodnia Kraina i tzw. Pobrzeże (niem. Küstenland) z Triestem i Istrią oraz Zadar (wł. Zara) w Dalmacji (to uregulował osobny układ włosko–jugosłowiański) na rzecz Włoch
- Galicja i północno-wschodnia część Śląska Cieszyńskiego na rzecz Polski. Traktat w Saint-Germain ziem tych Polsce nie przydzielił, lecz zarezerwował mocarstwom Ententy prawo dysponowania obszarami w traktacie niewymienionymi, do których prawa Austria scedowała na Ententę. Wskutek niewejścia w życie traktatu o dokładnym oznaczeniu granic, podpisanego w Sèvres przez mocarstwa z Polską, Rumunią, Królestwem SHS i Czechosłowacją 10 sierpnia 1920 roku[2], rozporządzającego m.in. terytorium Galicji, mocarstwa formalnie uznały przynależność Galicji Wschodniej do Polski dopiero 15 marca 1923 roku, postanowieniem Rady Ambasadorów w wykonaniu artykułu 87 traktatu wersalskiego[3].

Traktat w Saint-Germain został przekreślony w zakresie terytorialnym przez Anschluss Austrii dokonany przez III Rzeszę w marcu 1938 roku.